# Maardské jezero
Maardské jezero (estonsky Maardu järv, dříve též Liivakandi järv) je jezero na území estonského města Maardu.
Jezero má rozlohu 170 hektarů. Největší hloubka je kolem 3 metrů. Maardské jezero leží v nadmořské výšce 33 metrů.